# 田中信義 (政治家)
田中 信義（たなか のぶよし、明治22年（1889年）3月8日 - 昭和35年（1960年）4月11日）は、日本の政治家、実業家。参議院議員（1期）。旧姓下田。信儀と表記される場合がある。
衆議院議員下田勘次、鳥取大学長下田光造の弟。

## 経歴
鳥取県八頭郡佐貫村和奈見（現・鳥取市河原町和奈見）に生まれた。下田弥平の三男。
旧制鳥取第一中学校（現・鳥取県立鳥取西高等学校）を経て1907年、東京帝国大学農科大学に入学。卒業後帰郷し、八頭郡国英村三谷の田中嘉十郎の養子となる。農業を営む。
早くから郡会議員、郡農会長、県会議員を歴任し、1941年には県会議長に就任するなど地方政界において民政系に属して活躍した。1947年、初の参議院議員通常選挙には、鳥取県選挙区から県会議長を辞して立候補、3年議員（民主党）に当選。参議院議員を1期務めた。
また、鳥取銀行副頭取、同取締役、日ノ丸産業取締役、鳥取貯蓄銀行（現・鳥取銀行）、智頭統制木材各監査役を務め、地方財界の重鎮であった。
1960年4月11日死去、71歳。死没日をもって勲四等瑞宝章追贈、従五位に叙される。